# Dawka głęboka
Dawka głęboka – dawka promieniowania jonizującego określająca ilość promieniowania pochłoniętą na danej głębokości napromieniowanego ciała. Może być wyrażana w procentach dawki na skórę.